# Godoy Cruz
Godoy Cruz es una ciudad situada en el departamento del mismo nombre, de la provincia de Mendoza, Argentina. 
Se encuentra a 1.100 km de Buenos Aires. 
Godoy Cruz posee personalidad y actividades propia, además de importantes barrios residenciales, pero está fuertemente ligada a la Ciudad de Mendoza en términos comerciales y de demanda laboral. Forma parte de una de las jurisdicciones de lo que se denomina el Gran Mendoza, que está integrado por los departamentos de Capital, Guaymallén, Las Heras, Luján de Cuyo y Maipú.   
Godoy Cruz es la tercera ciudad más poblada de Mendoza. Cuenta con importantes atractivos turísticos, espacios verdes, una gran cantidad de edificios e íconos representativos, como el Casino de Mendoza, el Club Deportivo Godoy Cruz Antonio Tomba, el reconocido Cine Teatro Plaza, el tan visitado Palmares Open Mall, entre otros.

## Toponimia
Su nombre rinde homenaje a Tomás Godoy Cruz, diputado por Mendoza en el Congreso de Tucumán de 1816, y comparte el nombre con el Departamento Godoy Cruz, del cual es cabecera.

## Historia
La historia del municipio comienza luego de la fundación de la Ciudad de Mendoza en 1561. En Mendoza se da el mismo proceso de ocupación colonial que se produce en el resto del país. Las tierras conquistadas eran repartidas entre personajes ilustres y compañeros de expedición del Adelantado a cargo. Estas personas, muchas veces poseedoras de títulos nobiliarios, adquirían junto con la posesión de un solar o terreno, el estatus de «vecinos» y una encomienda. La encomienda consistía en alrededor de 200 nativos para uso personal, quienes eran explotados en el trabajo de la chacra de su encomendero. Este fue el caso de Don Tomás Coria y Bohorquez, el primer propietario del actual Godoy Cruz.
Don Tomás Coria construye una pequeña capilla dentro de su chacra en honor a San Vicente Ferrer, un santo valenciano de la Edad Media, que fue fraile de la orden de los Dominicos. Pronto allí, en ese pequeño oratorio, se despliega la actividad de los misioneros Dominicos, que junto con los Mercedarios, son las dos primeras órdenes religiosas que llegan a la provincia desde la Capitanía General de Chile. El oratorio de Tomás Coria se constituirá en el germen del departamento de Godoy Cruz. Alrededor de él, crecen asentamientos y comercios que dan forma a una pequeña villa, llamada «Los altos de San Vicente».
El primer Alcalde del barrio fue el vecino Carlos Estrella, nombrado en 1773. Con el correr del tiempo la villa crece y sus vecinos demandan la creación de una plaza, la cual se erige en 1819.
En 1887, bajo la gobernación de Tiburcio Benegas, la administración provincial otorga el estatus de Departamento, bajo el nombre de General Belgrano. 
En 1908 a petición del Gobernador Emilio Civit, el nombre del departamento se cambia por el de Tomás Godoy Cruz. Nombre que mantiene en la actualidad. El mismo gobernador solicita el emplazamiento de la escultura de Don Tomás Godoy Cruz en el centro de la plaza departamental. Monumento que será inaugurado por el gobernador Carlos Washington Lencinas en 1924.  
Durante el siglo XIX, con la llegada de la inmigración, el ferrocarril y el mayor desarrollo de la vitivinicultura, Godoy Cruz se convirtió en un polo industrial  bodeguero muy importante. 
La ciudad de Godoy Cruz creció en infraestructura, salud, cultura, deportes y otros aspectos, gracias al aporte benefactor de los bodegueros más poderosos de la época. Estos grandes hombres inmigrantes fueron los referentes sociales de su comunidad. Apellidos como Arizu, Decurgez, Tomba y Escorihuela configuraron el Godoy Cruz del siglo XIX.  
Entre 1975 y 1983 la Comisaría 7.ª de Godoy Cruz de la Policía de Mendoza fue asiento de un centro clandestino de detención, bajo el terrorismo de Estado de la dictadura autodenominada «Proceso de Reorganización Nacional».
En 1985 Godoy Cruz sufrió (al igual que el resto de la provincia) el terremoto del 26 de enero de ese año, de grado 6,3 en la escala de Richter. El mismo destruyó el hospital El Carmen y causó muertos y heridos.

## Geografía

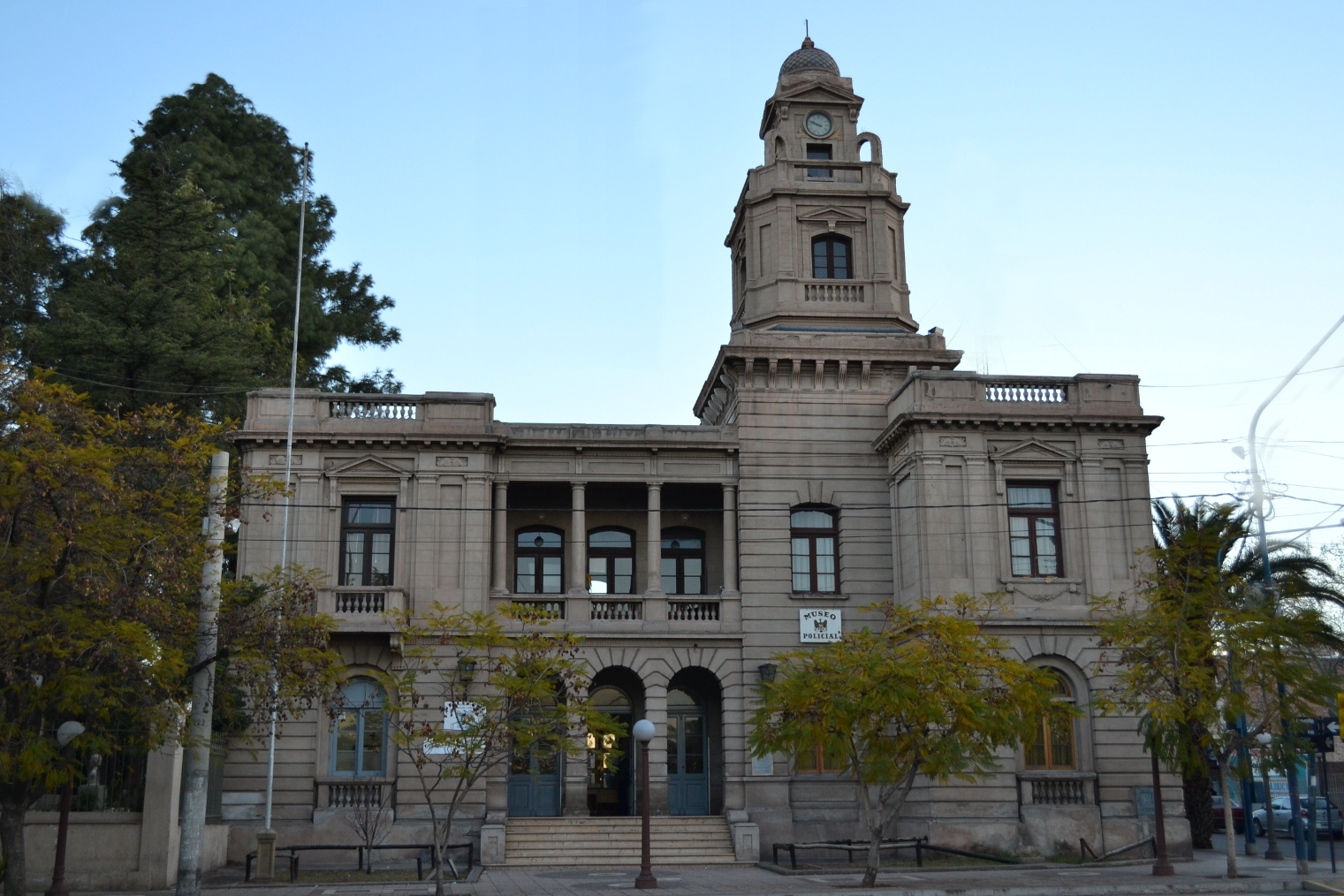
Comisaría Séptima

### Límites
El distrito Centro —ciudad de Godoy Cruz— del departamento Godoy Cruz está delimitado por las calles Yrigoyen y Brasil por el norte; por el canal Cacique Guaymallén por el este; por la calle Sarmiento por el sur; y por la ciclovía Godoy Cruz por el oeste. Limita al norte con el departamento Capital, al este con el departamento Guaymallén y el distrito San Francisco del Monte, al sur con el distrito Gobernador Benegas y al oeste con los distritos Villa Hipódromo y Villa Marini.

### Población
Cuenta con 189,578 habitantes (Indec, 2010), lo que representa un incremento del 3.6% frente a los 182,997 habitantes (Indec, 2001) del censo anterior. La progresión hacia 2015 fue de 199.096. Por su población es la tercera ciudad del Gran Mendoza luego del departamento de Guaymallén y Las Heras.
Concentra el 11% de la población de Mendoza y el 17% de la población del Gran Mendoza. El 97% de la población es urbana y el resto habita en el piedemonte.

### Distritos

#### Gobernador Benegas
Superficie: 3.8 km²
Límites: norte: La calle Sarmiento, costado sur, desde canal zanjón hasta Perito Moreno, Tiburcio Benegas desde Perito Moreno hasta Joaquín V. González, una línea en igual dirección que calle Tiburcio Benegas , de Joaquín V. González hasta unir con el canal Jarillal, que servirá de línea divisoria, con el distrito Presidente Sarmiento; sur: línea divisoria con Luján desde el canal zanjón hasta calle Francisca Civit; este canal zanjón, desde el límite con Luján hasta calle Sarmiento; oeste: calle Francisco Civit, desde el límite con Luján hasta canal Jarillal y canal Jarillal desde Francisco Civit, hasta la línea determinada por el límite norte.

#### Ciudad
Superficie: 12 km²
Límites: al oeste, Canal Civit, al norte, Departamento de Capital, al Sur, calles Lorenzo Soler, Tiburcio Benegas y Sarmiento, y al Este, Canal Cacique Guaymallén y Departamento de Guaymallén.

#### Las Tortugas
Superficie: 5 km²
Límites: norte: calle Sarmiento, costado sur; sur: línea divisoria con el Departamento de Luján, desde canal zanjón hasta calle 9 de julio. Este: canal zanjón desde el límite con Luján hasta Sarmiento; oeste: Línea divisoria con el Departamento de Maipú desde Sarmiento a la Carrodilla.-

#### Presidente Sarmiento
Superficie: 14 km²
Límites: hacia el oeste una línea imaginaria que de norte a sur une los diques Frías y Maure con continuidad al sur, limitando al norte con la ciudad de Mendoza Capital, al sur con el Departamento Luján, y al este con el eje del Corredor Oeste y Canal Civit.

#### San Francisco del Monte
Superficie: 5.5 km²
Límites: la línea divisoria con el Departamento de Guaymallén, sur: calle Sarmiento, costado norte, desde canal zanjón hasta el límite con el Departamento de Maipú; este: canal zanjón desde calle Sarmiento hasta canal confín Desagüe; oeste: línea divisoria con el Departamento de Maipú.

#### San Vicente
Superficie: 185 km²
El Distrito San Vicente limita hacia el Oeste con el Cañadón Margen Izquierdo Aguas Abajo del Río Mendoza, al norte con la Ciudad de Mendoza Capital, al sur con el Departamento de Luján y al este, una línea imaginaria que de norte a sur une los diques Frías y Maure con continuidad al sur.

## Sismicidad
La sismicidad del área de Cuyo (centro oeste de Argentina) es frecuente y de intensidad baja, y un silencio sísmico de terremotos medios a graves cada 20 años.

### Sismo de 1861
Aunque dicha actividad geológica ocurre desde épocas prehistóricas, el terremoto del 20 de marzo de 1861 señala un hito importante dentro de la historia de eventos sísmicos argentinos ya que fue registrado y documentado en el país, con 7,2 Richter. A partir del mismo la política de los sucesivos gobiernos provinciales y municipales han ido extremando cuidados y restringiendo los códigos de construcción.

### Sismo de 1985
El terremoto del 1985, fue otro episodio grave, de 9 segundos de duración, llegó a derrumbar el antiguo Hospital del Carmen (Godoy Cruz).
Durante más de 30 años el edificio más alto de la ciudad fue el Edificio Piazza (San Martín 1027), con sus 16 pisos y 51 metros de altura, ya que no se consideraba seguro dar permiso para la construcción de edificios más altos. En la actualidad los edificios más altos son el Edificio Buci, el Hotel Hyatt Plaza (1995), el edificio Da Vinci (2010), y el Sheraton Mendoza con una altura estimada superior a 70 metros).

## Economía
En el departamento se asentaron algunas de las bodegas más prestigiosas de la provincia como Tomba, Arizu, Escorihuela, Filippini, Calise, Cremaschi. 
Las actividades económicas del departamento se concentran en el comercio, industrias y servicios dada la característica urbana de su población. Algunas empresas radicadas en el departamento son: Palmares Open Mall (centro comercial), Industrias Metalúrgicas Pescarmona, Bodegas (Escorihuela, Navarro Correa, Caro) y la zona industrial ubicada en el carril Rodríguez Peña y cuenta también con el Puerto Seco de Mendoza. 

## Clubes e instituciones
Las principales instituciones deportivas de la ciudad son: el Club Deportivo Godoy Cruz Antonio Tomba, fundado el 1 de junio de 1921; y el Andes Talleres Sport Club, fundado el 9 de julio de 1933. Al enfrentamiento entre ambos se lo denomina clásico de potrerito. 
Otras importantes instituciones que se encuentran en jurisdicción departamental son Fundación Godoy Cruz, Obras Sanitarias, YPF, entre otros.

## Cultura

### Bibliotecas

#### Bibliotecas públicas
Biblioteca+Mediateca Pública Municipal “Manuel Belgrano”. Tomba 54.

#### Bibliotecas populares
Presbítero Pedro Arce. Pasaje San Cristóbal 1716. Bº Metalúrgico; Pablito González. Vélez Sarsfield s/n. Bº La Gloria; Palabrazos. Florencio Sánchez 1320 (funciona en la Escuela Nº 2-006 “Hellen Keller”); Casa por la Memoria y la Cultura Popular. Luis Agote 541, del Bº Decavial; El Hombrito. Lago Hermoso 2500. Barrio La Estanzuela.

## Turismo
La ciudad cuenta con atractivos para el turismo, partiendo de la plaza Tomás Godoy Cruz se encuentra la parroquia San Vicente Ferrer, el Concejo Deliberante, los edificios de la Policía y el edificio del Registro Civil.
Más de 300.000 fieles y visitantes participan en esta ciudad de esta conmemoración religiosa, con el propósito de asistir al “vía crucis”, partiendo de la capilla “Nuestro Señor de la Salud” y el “Cristo Yaciente”.

## Museos
Museo Ferroviario conforma un espacio para toda la familia, y está ubicado en Avenida del Trabajo y Panamericana, de esta ciudad.
Museo Virtual de Godoy Cruz MUVI. Ingresando en,personas de cualquier lugar del mundo tienen acceso a información del departamento, mediante una plataforma ágil e interactiva. 

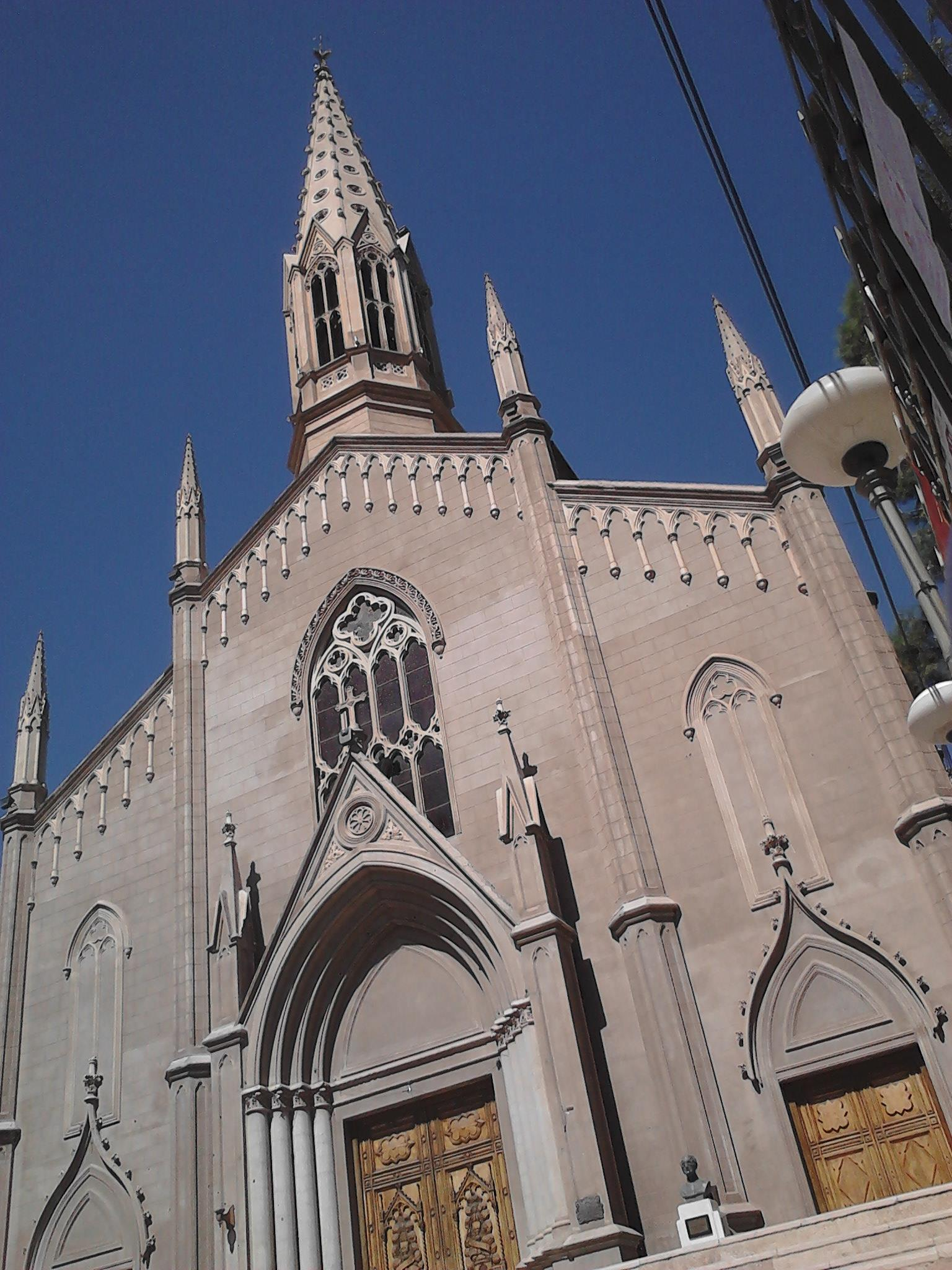
La única parroquia de estilo neo gótico de la provincia de Mendoza es la San Vicente Ferrer.

### Actividades recreativas, deportivas y culturales
La mayoría de estas se organizan alrededor del: Cine Teatro Plaza, Biblioteca+Mediateca Pública Municipal Manuel Belgrano, Centro Patrimonial Artístico Cristóforo Colombo, numerosos polideportivos municipales, el Club Godoy Cruz Antonio Tomba, Club Andes Talleres Sport Club, entre otros. Tiene además el Museo Ferroviario de Godoy Cruz, ubicado en Avenida del Trabajo y Panamericana.
Godoy Cruz cuenta con tradicionales celebraciones que atraen al turismo como la Fiesta Provincial de la Cerveza, el Festival de Cine Mirada Oeste, Fiesta de la Vendimia departamental, la Semana de las Letras.

#### Artesanos de Godoy Cruz
El grupo de artesanos de la plaza Godoy Cruz es un espacio dedicado a la cultura de Mendoza apostando al crecimiento cultural y social a través del arte.
En este paseo ubicado en las calles Rivadavia y Colón de la plaza del departamento de Godoy Cruz, se pueden encontrar toda clase de objetos y actividades de interés cultural.
Al visitar este espacio libre se puede apreciar objetos tales como: Lámparas con papel trabajado, fragancias artesanales, dulces y conservas regionales, confituras típicas, carteras de cuero y de papel reciclable, accesorios femeninos e indumentaria tejida, muñecos angelicales de algodón y accesorios para niños, bisutería en macramé, artesanías en parsec, cerámica, madera pintada, cuadros, dibujos e historietas de diferentes técnicas y objetos de alpaca.
También se puede acceder a un espacio denominado "Pintorcitos" donde los más chicos pueden hacer volar su imaginación pintando al aire libre, allí se les brindan todos los materiales necesarios para trabajar como unos verdaderos artistas. En este mismo lugar se realiza maquillaje artístico para chicos y para los no tan chicos.

### Bodegas y cervecería
A solo 3 km del centro se puede contar con visitas guiadas a una bodega local y de la misma manera a la cervecería Andes que se encuentra en las inmediaciones. Cabe destacar la bodega Escorihuela Gascón, que es la más antigua en funcionamiento de la Argentina y donde funciona el restaurante del chef Francis Mallmann.

### Espacios verdes, paseos y plazas
El departamento de Godoy Cruz tiene numerosos espacios verdes destinados a la recreación y al disfrute familiar. Los más emblemáticos son: la Plaza Mayor Tomás Godoy Cruz, el Parque Deportivo Estación Benegas y la ciclovía, el Parque  Alfonsín, Parque San Vicente, Margarita Malharro de Torres, Parque Mitre, entre otros. El espacio verde Luis Menotti Pescarmona, frente al edificio municipal. 

### Arquitectura y edificios emblemáticos
Aquí se destaca el centenario edificio del Concejo Deliberante, el más antiguo de la provincia de Mendoza y que sigue en pie cumpliendo la misma función para el que fue creado; el Centro Patrimonial Artístico Cristoforo Colombo, antigua embajada italiana, hoy galería de arte dirigida por Guido Garcia Zalazar, la Comisaría Séptima, la Iglesia San Vicente Ferrer.

### Centros Culturales
Espacio Arizu; Centro Patrimonial y Artístico Cristoforo Colombo; Casa de la Memoria y la Cultura (ex-Comisaría 7ma)

### Piedemonte
Se puede contar con actividades rurales, visitando a los puestos de la zona rural, destacándose la cría de ganado caprino y degustar chivitos hechos a las brasas y probar quesos hechos con leche de cabra. Se puede hacer equitación y excursiones guiadas a caballo, recorriendo los atractivos del lugar.

## Parroquias de la Iglesia católica en Godoy Cruz
| Arquidiócesis     | Mendoza |
| ----------------- | --- |
| Parroquias        | Espíritu Santo, Nuestra Señora de la Soledad, Nuestra Señora del Carmen, Nuestra Señora de Fátima, Nuestra Señora de Guadalupe y San Juan Diego, Nuestra Señora de Montserrat, Nuestra Señora del Rosario de Pompeya, Nuestra Señora de Castelmonte y Santa Lucía, San Vicente Ferrer |
| Cuasiparroquias   | San Cayetano, Virgen Peregrina |
| Eparquía maronita | San Charbel en Buenos Aires |
| Parroquia         | San Juan Marón |